# Life Support (album)
Life Support je debutové studiové album americké zpěvačky a skladatelky Madison Beer vydané společnostmi Access Records a Epic Records 26. února 2021. Sama Madison byla spoluautorkou celého alba a spoluvyprodukovala většinu desky. Album se zabývá tématy jako je duševní zdraví, žal a budování odolnosti při tvorbě desky. Hudebně se jedná o popovou desku s prvky R&B a alternativy. Z alba vyšly čtyři singly: Good in Goodbye, Selfish, Baby a Boyshit, a 3 propagační singly: Stained Glass, Blue a Everything Happens for a Reason. Název alba unikl v srpnu 2019 a obal byl zveřejněn v únoru 2020.

## Seznam skladeb
| Pořadí | Název                           | Délka |
| ------ | ------------------------------- | ----- |
| 1.     | The Begging                     | 0:58  |
| 2.     | Good in Goodbye                 | 2:22  |
| 3.     | Default                         | 1:57  |
| 4.     | Follow the White Rabbit         | 3:00  |
| 5.     | Effortlessly                    | 2:49  |
| 6.     | Stay Numb and Carry On          | 2:44  |
| 7.     | Blue                            | 3:50  |
| 8.     | Interlude                       | 1:50  |
| 9.     | Homesick                        | 3:47  |
| 10.    | Selfish                         | 3:43  |
| 11.    | Sour Times                      | 2:45  |
| 12.    | Boyshit                         | 2:40  |
| 13.    | Baby                            | 3:28  |
| 14.    | Stained Glass                   | 3:28  |
| 15.    | Emotional Bruises               | 3:01  |
| 16.    | Everything Happens for a Reason | 2:16  |
| 17.    | Channel Surfing / the End       | 1:44  |